# Иван Тенев (журналист)
Вижте пояснителната страница за други личности с името Иван Тенев.
Иван Стефанов Тенев, известен и с псевдонима Агент Тенев, е български журналист и художник.

## Биография

### Произход и образование
Роден е в София на 2 септември 1951 г. Завършва българска филология в Софийския университет и „Приложна графика“ във Висшия институт за изобразително изкуство „Николай Павлович“.

### Ранни творчески прояви
Първите му артистични прояви са като художник – още като студент публикува карикатури. Участва в няколко национални изложби за карикатура и приложна графика и в над 60 международни представяния. През 1976 и 1977 г. печели награди на Конкурса за сатирична графика „Настрадин Ходжа“ в Турция. В поп музиката навлиза първо като художник – създава обложките на плочите на някои от най-нашумелите тогава родни звезди, вкл. Лили Иванова.

### Професионална кариера и творческа дейност
Иван Тенев започва професионалната си творческа дейност като карикатурист и художник в областта на сатиричната и приложната графика. Негови творби са публикувани във вестник „Стършел“ и всички хумористични страници на столичните издания. Участвал е в 8 национални изложби на карикатурата, над 60 международни изложения в Канада, Югославия, Белгия, Италия и Турция и е носител на 3 международни награди.
От 1975 г. е приет за член на секция „Приложна графика“ на СБХ и е постоянен участник в изложбите по приложна графика в периода до 1980 г. Автор е на 2 самостоятелни изложби на карикатура.
От 1980 г. започва работата му като автор на текстове на поп и рок песни за някои от най-известните български изпълнители в тези жанрове и като продуцент на певците Кристина Димитрова и Орлин Горанов.
Журналистическата си дейност Иван Тенев стартира като създател и радиоводещ на Агенция „Тенев“ през 1989 г. Агенцията започва творческата си дейност с независимо предаване, представящо информация за хайлайфа в обзорното неделно предаване „Хоризонт за Вас“ по програма „Хоризонт“ на Българското национално радио, спортната рубрика на БНТ „Трето полувреме“, както и с лични колони на тема хайлайф в най-тиражираните вестници, списания и фотографска агенция „Bulphoto“ – дейност, която продължава и до днес.
През 2001 г. Агенция „Тенев“ започва едночасово шоу по Националното „Дарик радио“, а от 2008 г. рубриката се завръща в БНР.
Създател и съдружник на „Ивъ & Петровъ“ – единствената по света и в България двулична фирма за бутикови текстове и PR на мащабни музикални проекти – заедно с Александър Петров.

## Личен живот
Иван Тенев е бил женен за певицата Кристина Димитрова (родена 1960 г.) и имат един син Димитър. 

## Работа като репортер
- репортер на световните първенства по футбол в САЩ (1994), Франция (1998), Германия (2006), Южна Африка (2010).
- репортер на европейските футболни финали във Великобритания (1996), Португалия (2004), Австрия и Швейцария (2008).
- олимпиадите в Атланта, Сидни, Пекин
- световно първенство по ръгби в Мар Дел Плата, Аржентина (2001)
- турнир за световна купа по ръгби в Сидни (2002)

## Членства в организации
- член на A.I.P.S. International Sports Press Association.
- член на Асоциацията на спортните журналисти – СБЖ.
- член на Управителния съвет на българската ръгби федерация.
- член на БАНИ – Наблюдателен член – 29.11.2011 г.
- член на БАНИ – Член-кореспондент /Дописен член/ – 27.11.2012 г.

## Отличия и награди
- Носител на голямата награда „Златният Орфей“ – 1986 г.
- Носител на голямата награда „Мелодия на годината“ – БТ – 1988 г.
- Носител на Голямата награда на музикалния фестивал „София вечна и свята“ – 2003 г.
- Носител на Голямата награда на фестивала „Пирин фолк“ – гр. Сандански, 2004 г.
- Носител на Голямата награда „Бургас и морето“ – 2013 г.
- Носител на Голямата награда за цялостно творчество на 20 Юбилеен конкурс „Златен кестен“ – гр. Петрич, 2013 г.
- Носител на Специалния приз за песен „Пирин фолк“ на Rotary Club International – Сандански, „Пирин фолк“, 2013 г.
- Над 30 първи отличия на конкурсите „Златен Орфей“, „Бургас и морето“, Младежки конкурс за забавна песен, „Ален Мак“, пролетен конкурс на БНР, „Мелодия на годината“ – БНТ, „Пирин фолк“, „Златна Месемврия“, „Златният Арлекин“, „Сладкопойна чучулига“, международните фестивали в Сопот, Ялта, Тбилиси, Манагуа
- Носител на наградата за фотография на British Aairways и в. „24 часа“ – 2004 г.
- През юни 2017 г. поделя с Йордан Пеев и Александър Петров втора награда в конкурса Славейкова награда (първа награда не се присъжда)[2][3].